# 歐文鎮區 (堪薩斯州布朗縣)
歐文鎮區（英語：Irving Township）為位在美國堪薩斯州布朗縣的鎮區。2010年美国人口普查中該鎮區人口有306人。
首名定居於此的白人於1855年設立歐文鎮區。

## 地理
歐文鎮區涵蓋面積137.3平方（53.0平方英里），境內無城市設立。

### 墓園
根據美國地質調查局的資料，此鎮區擁有3座墓園：
- 凱尼恩墓園（Kenyon Cemetery）
- 帕特洛墓園（Partlow Cemetery）
- 泰松墓園（Tesson Cemetery）

### 溪流
通過此鎮區的溪流有：
- 洛斯特希爾特溪（Lost Shirt Creek）

## 人口統計
根據2010年美國人口普查，歐文鎮區人口有306人，人口密度為2.23人/平方公里。種族方面，68.95%為白人；1.31%為非裔美洲人；26.14%為美洲原住民；0%為亞洲人；0%為太平洋島民；0%為其他種族；另外有3.59%為混血種族。而西班牙裔美國人或拉丁美洲人佔該鎮區人口的1.63%。

## 外部連結
- US-Counties.com
- City-Data.com （页面存档备份，存于）